# Golczew
Golczew (niem. Golzow (Schildberg)) – osada w Polsce położona w województwie zachodniopomorskim, w powiecie myśliborskim, w gminie Myślibórz.
W latach 1975–1998 miejscowość administracyjnie należała do województwa gorzowskiego.
W Golczewie urodził się w 1944 roku Ludwik Ferdynand Hohenzollern, potomek Wilhelma II, ostatniego cesarza niemieckiego.  

## Zabytki
- park dworski, pozostałość po dworze[4].